# Roy Rudonja
Roy Rudonja (Koper, 26 februari 1995) is een Sloveens voetballer die als spits bij Senglea Athletic speelt. Hij is de zoon van oud-voetballer Mladen Rudonja.

## Carrière
Roy Rudonja speelde in Slovenië op het hoogste niveau voor NK Domžale en NK Krško, en op lagere niveaus voor NK Ankaran, NK Tolmin en NK Dekani. In 2017 vertrok hij transfervrij naar RKC Waalwijk, waar hij een amateurcontract voor één jaar tekende. Hij debuteerde voor RKC op 18 augustus 2017, in de met 0-2 verloren thuiswedstrijd tegen FC Emmen. Verder kwam hij niet meer in actie voor RKC en in 2018 vertrok hij transfervrij naar NK Brežice 1919. In 2019 speelde hij voor NK Drava Ptuj, waarna hij weer naar het buitenland vertrok. Hij speelde voor het Oostenrijkse ASKÖ Oedt en sinds 2020 staat hij onder contract bij het Maltese Senglea Athletic.

### Statistieken
| Seizoen                       | Club             | Land           | Competitie     | Competitie | Competitie | Beker | Beker | Totaal | Totaal |
| Seizoen                       | Club             | Land           | Competitie     | Wed.       | Dlp.       | Wed.  | Dlp.  | Wed.   | Dlp.   |
| ----------------------------- | ---------------- | -------------- | -------------- | ---------- | ---------- | ----- | ----- | ------ | ------ |
| 2013/14                       | → NK Ankaran     | Slovenië       | 2. SNL         | 10         | 0          | 1     | 0     | 11     | 0      |
| 2013/14                       | NK Domžale       | Slovenië       | 1. SNL         | 1          | 0          | 0     | 0     | 1      | 0      |
| 2014/15                       | NK Domžale       | Slovenië       | 1. SNL         | 0          | 0          | 0     | 0     | 0      | 0      |
| 2014/15                       | NK Ankaran       | Slovenië       | 2. SNL         | 12         | 1          | 0     | 0     | 12     | 1      |
| 2015/16                       | NK Ankaran       | Slovenië       | 2. SNL         | 10         | 0          | 1     | 0     | 11     | 0      |
| 2015/16                       | NK Tolmin        | Slovenië       | 2. SNL         | 8          | 0          | 0     | 0     | 8      | 0      |
| 2016/17                       | NK Krško         | Slovenië       | 1. SNL         | 1          | 0          | 2     | 0     | 3      | 0      |
| 2016/17                       | NK Dekani        | Slovenië       | 3. SNL West    | ?          | ?          | ?     | ?     | ?      | ?      |
| 2017/18                       | RKC Waalwijk     | Nederland      | Eerste divisie | 1          | 0          | 0     | 0     | 1      | 0      |
| 2018/19                       | NK Brežice 1919  | Slovenië       | 2. SNL         | 0          | 0          | 0     | 0     | 0      | 0      |
| 2019/20                       | NK Drava Ptuj    | Slovenië       | 2. SNL         | 4          | 1          | 0     | 0     | 4      | 1      |
| 2019/20                       | ASKÖ Oedt        | Oostenrijk     | OÖ Liga        | ?          | ?          | ?     | ?     | ?      | ?      |
| 2020/21                       | Senglea Athletic | Malta          | Premier League | 0          | 0          | 0     | 0     | 0      | 0      |
| Carrièretotaal                | Carrièretotaal   | Carrièretotaal | Carrièretotaal | 47         | 2          | 4     | 0     | 51     | 2      |
| Bijgewerkt op 1 december 2020 |                  |                |                |            |            |       |       |        |        |